# サントル・エティエンヌ・デマルトー
サントル・エティエンヌ・デマルトー (仏: Centre Étienne Desmarteau)は、カナダ・ケベック州モントリオールにある2つのアイスリンクを抱えた多目的施設である。

## 歴史
エティエンヌ・デマルトーとは、1904年に実施されたセントルイスオリンピック陸上競技・重錘投(56ポンド)で金メダルを獲得し、モントリオールにゆかりのある人物である。1976年モントリオールオリンピックのバスケットボール競技の予選リーグの会場として使われた。 その後、アイスホッケーの試合会場に利用されるほか、インドアサッカー、バスケットボール、新体操などの競技も行われている。

## 概要
第1リンクは収容人数2,200人で、2002年、2006年、2010年のオリンピックアイスホッケー女子競技の金メダリストであるカロリーヌ・ウェレットを冠しているためアイスリンク・カロリーヌ・ウェレットと命名されている。
第2リンクは収容人数600人で、市内Rosemont地区の青少年のために捧げたソーシャルワーカーのジャン・トロティエ(Jean Trottier)を冠しているためアイスリンク・ジャン・トロティエと命名されている。

## ここを本拠地としているクラブ
現在、カナダ女子ホッケーリーグのスタール・ド・モントリオールと、ナショナル・リンゲット・リーグのモントリオール・ミッションがここを本拠地としている。他に、アマチュアの大会も数多く実施している。 2階はカナダを代表する新体操クラブのクリュブ・リトミク・ケベックが使用している。

## ギャラリー

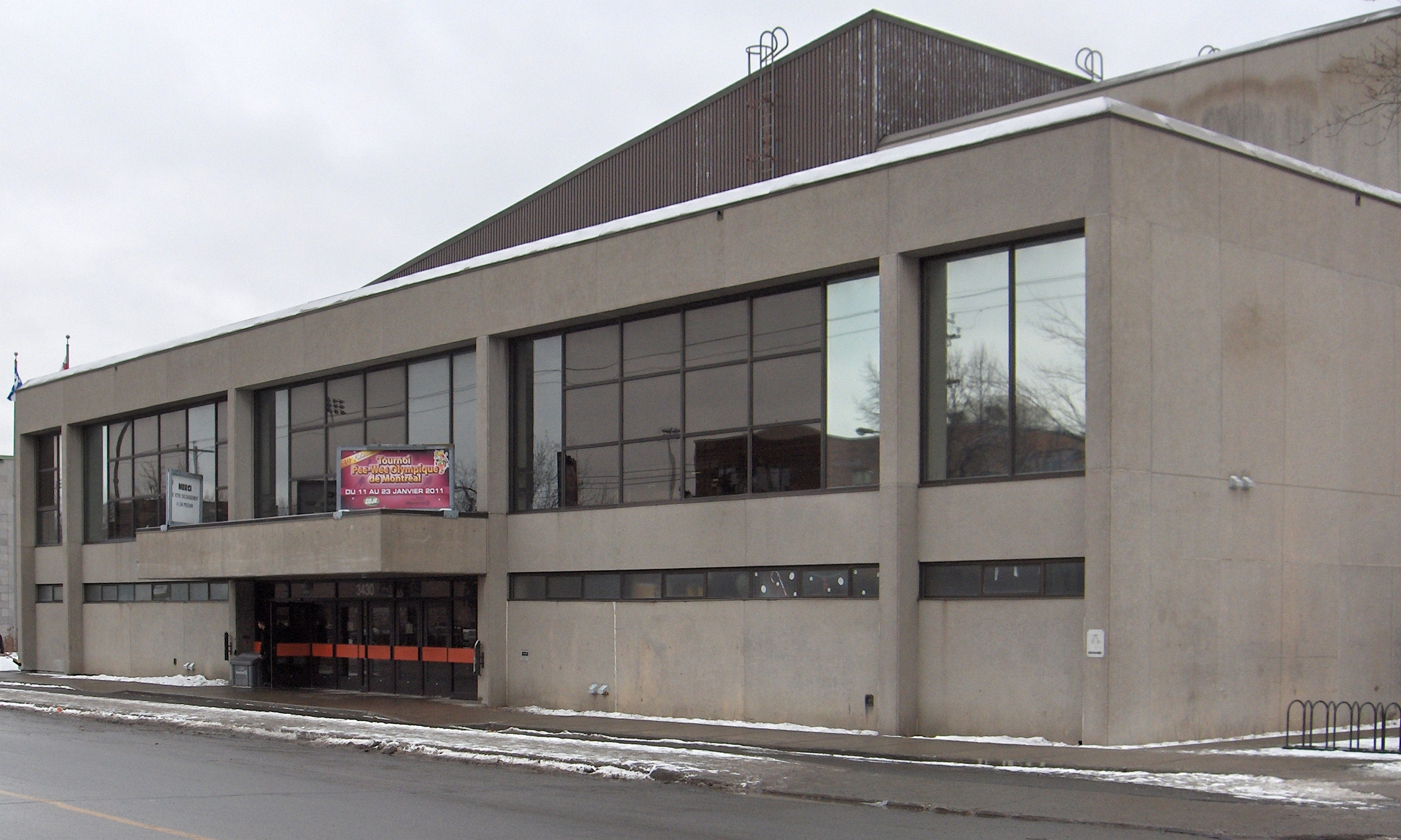
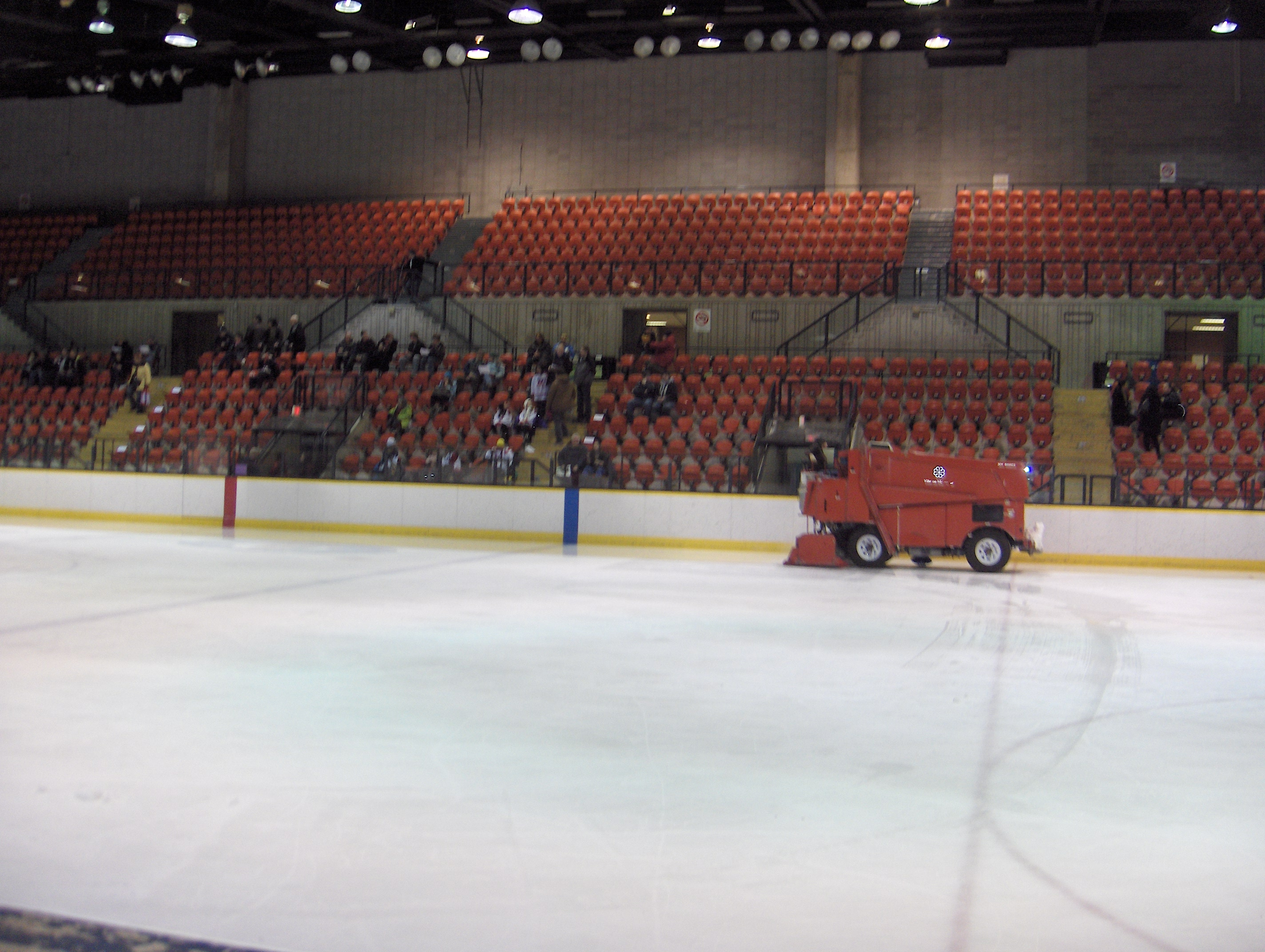
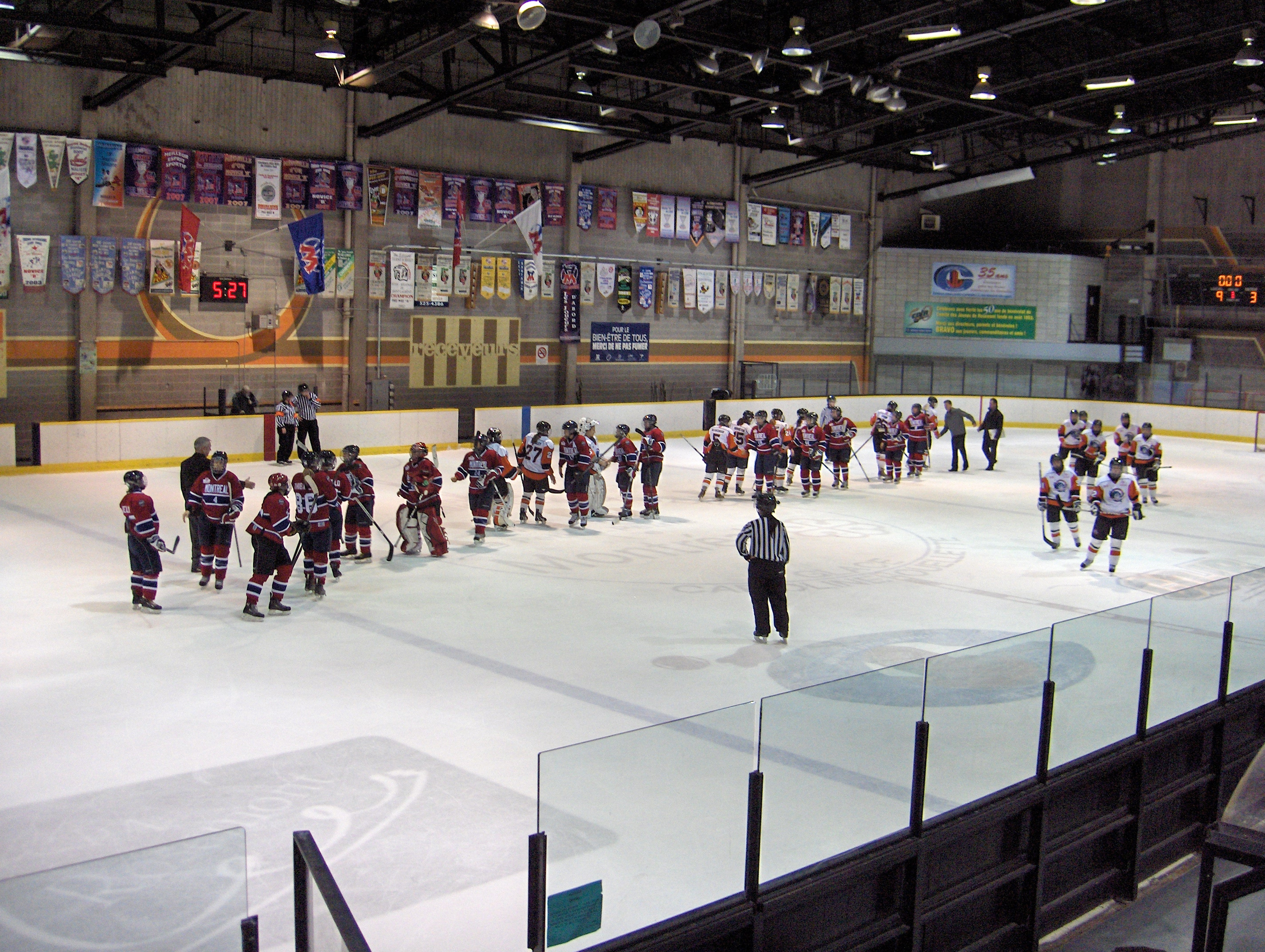
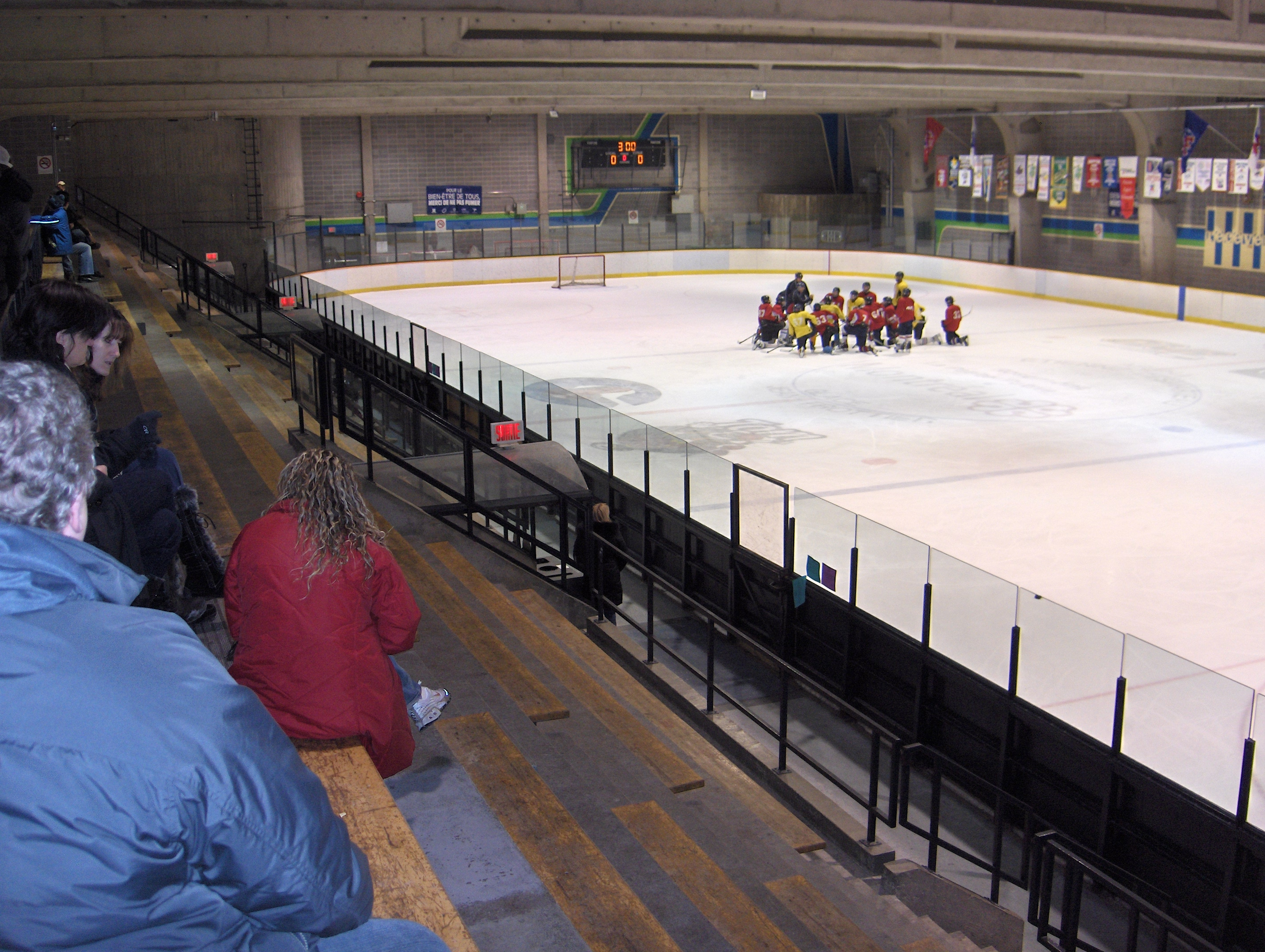

- 注: 2枚目と3枚目の写真はアイスリンク・カロリーヌ・ウェレットの館内である。4枚目は第2リンクであるアイスリンク・ジャン・トロティエの館内である。